# Долгоруков, Василий Григорьевич Чертёнок
Князь Василий Григорьевич Долгоруков Чертёнок (ок. 1566 — после 1606) — сын боярский и голова, затем воевода, старший из двух сыновей князя Григория Ивановича Долгорукова Черта от брака с Пелагеей Петровной Буйносовой-Ростовской.

## Биография
В 1600 году князь Василий Григорьевич Чертенок Долгоруков был первым объезжим головой в Москве «от Неглинны до Николы, что в Мясникех». В 1602-1603 годах — воевода «на Пелыми». В 1605 году присягнул на верность Лжедмитрию I. Самозванец отправил из Тулы в Серпухов войско под командованием боярина воеводы Петра Фёдоровича Басманова. Князь Долгоруков командовал передовым полком, а его младший брат, князь Алексей Григорьевич Чертенок Долгоруков — сторожевым полком. В 1606 году находился на воеводстве в Ельце.

## Семья
Был женат на дочери думного дьяка и дипломата Андрея Яковлевича Щелкалова, и имел двух сыновей: Тимофей Васильевич Долгоруков (ум. 1637), стольник и воевода, и Фёдор Васильевич Долгоруков (ум. 1656).